# Szabadhely
Szabadhely (románul Sâmbăteni) falu Romániában, Arad megyében.

## Fekvése
Aradtól 17 km-re délkeletre fekszik, Ópáloshoz tartozik.

## Nevének eredete
Eredetileg Szombathelynek hívták, nevét szombati hetivásárairól kapta.

## Története
1138-ban Sumbuth néven említik először. 1333-ban templomos hely volt. 1535-ben Petrovics Péter fosztotta ki a 16. század végén délszláv lakossága volt. Ternova nevű határrészén feküdt a középkori Csura falu, mely a 16. század végén pusztulhatott el. Arad felé eső határában középkori földvár állott, melynek hatalmas sáncai sokáig láthatók voltak.
1910-ben 2197, túlnyomórészt román lakosa volt. A trianoni békeszerződésig Arad vármegye Aradi járásához tartozott.